# Darejek

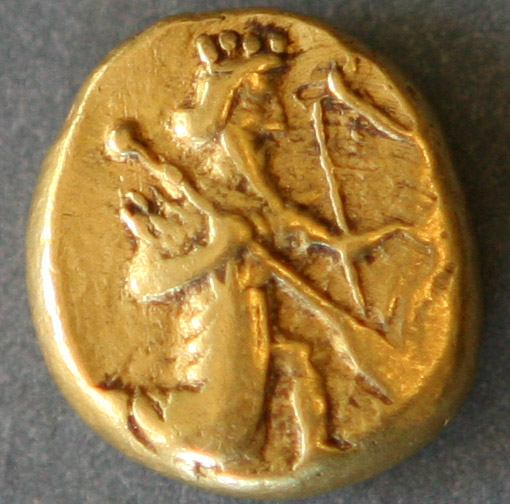
Achemenidzki darejek z IV w. p.n.e.

Darejek (darejka, gr. δαρεικός dareikos, prawdopodobnie od pers. dara – król) – złota perska moneta Achemenidów o wadze ok. 8,4 g, wprowadzona przez króla Dariusza I i będąca w obiegu do czasów Aleksandra Wielkiego (tj. do schyłku IV wieku p.n.e.).
Na jej awersie umieszczano umowne przedstawienie brodatego koronowanego władcy z berłem (włócznią) i łukiem (stąd potoczne nazywanie monety „łucznikiem”), przyklękającego przed niewidzialnym bóstwem; na rewersie widniał wgłębiony prostokąt (quadratum incusum) po puncy menniczej. Moneta nie nosiła żadnych inskrypcji.
Darejek złoty, bity z kruszcu wysokiej próby (0,980) i stanowiący 1/16 perskiej miny (504 g), był równowartością 20 srebrnych darejków, zwanych syklami (gr. siglos) o wadze 5,6 grama. Zasadniczo emitowano je dla zachodnich małoazjatyckich satrapii państwa perskiego, najpewniej dla opłacania żołdu greckich najemników.